# Prirodoslovna matematična fakulteta v Ljubljani
Prirodoslovno-matematična fakulteta, s sedežem v Ljubljani, je bivša fakulteta, ki je bila članica Univerze v Ljubljani.

## Zgodovina
Fakulteta je bila ustanovljena v študijskem letu 1949/50, ko se je 7 naravoslovnih ved izločilo iz Filozofske fakultete. Prenehati je obstajati v študijskem letu 1954/55, ko sta se Filozofska in Prirodoslovno matematična fakulteta združili v Prirodoslovno-matematično-filozofsko fakulteto.